# Дэдзима
Дэдзима (в некоторых источниках Дэсима; яп. 出島, нидерл. Desjima или Deshima — дословно «выдающийся, выпирающий остров») — искусственный остров в форме веера в бухте Нагасаки (Япония). Изначально остров был построен как склад и перевалочный пункт для португальцев. С 1641 по 1853 год, в период японской самоизоляции, известной как сакоку, являлся единственным голландским торговым портом в Японии.

## История
Первоначально строительство искусственного острова было начато в 1634 году по приказу сёгуна Иэмицу в качестве места торговли и хранения товара для португальских купцов. В 1637 году произошло восстание в Симабаре, в котором самое активное участие принимали японские христиане, после чего сёгунат, встревоженный ростом влияния христианства в Японии, решил изгнать всех европейцев из страны. В 1639 году сёгун полностью изгнал португальцев из Японии и соответственно с Дэдзимы. Однако, приняв во внимание ту помощь, которую оказали голландцы в подавлении симабарского восстания и тот факт, что они исповедовали кальвинизм, не занимаясь миссионерской деятельностью, сёгун разрешил Голландской Ост-Индийской компании вести торговлю через Нагасаки.
Поначалу голландское представительство занимало довольно обширные площади в порту Хирадо. В 1637—1639 годах голландцы решили оборудовать торговую факторию в Хирадо каменными домами и складами, что и послужило формальным поводом к их изгнанию на остров Дэдзима. Предлогом для их изгнания послужило то, что голландцы по европейской традиции на элементах зданий выбили даты строительства в исчислении от рождества Христова. Тем самым они нечаянно нарушили указ бакуфу, по которому любые христианские символы, в том числе и христианское летоисчисление, на территории Японии были полностью запрещены.
Эта небольшая оплошность голландцев позволила сёгуну обвинить их в неспособности соблюдать строгие правила сакоку, в результате в 1641 году торговая фактория в Хирадо была разрушена, а голландцам пришлось довольствоваться крохотной и гораздо менее комфортной Дэдзимой, где японские власти легко могли контролировать все связи иностранцев на японской территории.

## Организация
С этого момента торговать с Японией разрешалось только Китаю и Голландии. Существенным был тот факт, что Дэдзима — искусственный остров, а значит, нога чужаков не касалась священной земли Японии. Сам остров был откровенно маленьким — всего 120 на 75 метров, возвышаясь над уровнем моря на 1—2 метра. Впрочем, число постоянно проживавших на Дэдзиме людей было также очень небольшим и редко превышало 20 человек, обычно же там находилось не более 10—12 европейцев, в несколько раз меньше находившихся на нём японских чиновников и служащих, неусыпно контролировавших все действия голландских торговцев. С этой же целью сёгун обязал голландцев менять своих представителей в Японии ежегодно, дабы они не обзавелись слишком тесными и опасными связями на Японских островах.
Деньги на строительство острова, начатое в 1634 и завершенное в 1636 году, предоставили 25 торговых домов Японии, поддерживавших деловые контакты с европейскими купцами и извлекавших из этого значительные выгоды.
С территорией Кюсю остров Дэдзиму соединял небольшой мостик, охраняемый с обеих сторон. На голландской его части были ворота. Кроме торговых складов, на острове были построены дома и несколько залов для официальных визитов японских представителей. На острове, кроме стражников, также присутствовал довольно многочисленный официальный штат японских чиновников-контролеров. Смотритель острова с 50 помощниками, большое количество купцов, около 150 переводчиков — все они получали жалование за счёт Ост-Индской компании. Дэдзима, оставаясь территорией Эдо, управлялась особым губернатором Бугё (яп. 奉行), отвечавшим за все контакты между островом и Японией. Он лично должен был досматривать голландские корабли заходящие в порт, изымать любую религиозную литературу, а также следить за тем, чтобы с прибывших кораблей снималось парусное вооружение до тех пор, пока те не получат официальное разрешение на отплытие. Аренда Дэдзимы обходилась голландцам в 55 каммэ серебром ежегодно. Кроме того, им приходилось отдельно платить за питьевую воду, которая привозилась из Нагасаки.
Чтобы скрасить суровые условия жизни на небольшом острове, голландцы на острове посадили около десятка деревьев, разбили миниатюрный сад и создали небольшое подсобное хозяйство, где у них имелись коровы, овцы, свиньи, куры.
Японские власти жестко контролировали все контакты голландцев вплоть до того, что морякам с одного корабля не разрешалось посещать другие корабли. На охраняемом с двух сторон мосту, соединявшем Дэдзиму с японской территорией, была надпись: «Только для проституток, вход для других женщин воспрещен». Кроме того, вокруг острова в воде были размещены столбы с табличками, оповещавшими о запрете причаливать к острову, который вдобавок был обнесен высоким забором, по верхней части которого шел двойной ряд железных шипов.
Ни одному японцу не разрешалось жить в доме у голландцев, также не позволялось хоронить голландцев в Японии. Но если у японки рождался ребёнок от европейца, то японской матери разрешалось жить в доме его отца в качестве кормилицы, однако ребёнок при этом считался японцем и он уже с самого раннего возраста подвергался таким же ограничениям, как и другие японские подданные в отношениях с иностранцами.
Жестко контролировались все аспекты жизни европейцев и все религиозные службы были строго запрещены, как на острове, так и на кораблях. Для каждого выхода в город европейцам требовалось специальное разрешение. В XVIII веке японские власти разрешили голландцам посещать «весёлые кварталы» в Нагасаки в районе Маруяма.
| 1. Комната капитана (カピタン部屋) 2. Комната старшего надзирателя (乙名部屋) 3. Комната переводчиков (通詞部屋) 4. Кухня (料理部屋) 5. Комната наблюдателя (検使部屋) 6. «Водяные ворота» (水門) 7. Причал (荷揚場) | 8. Кладовая А (イ之蔵) 9. Кладовая В (ロ之蔵) 10. Комната хирурга-голландца (外科蘭人部屋) 11. Главные ворота (表門) 12. Спальня (花園玉突場) 13. Сад и огород (花畠) 14. Сторожка (番所) | 15. Прачечная (洗濯場) 16. Комната мещан (町人部屋) 17. Свинарник (豚小屋) 18. Коровник (牛小屋) 19. Плотницкая (大工小屋) 20. Место объявлений (制札場) |

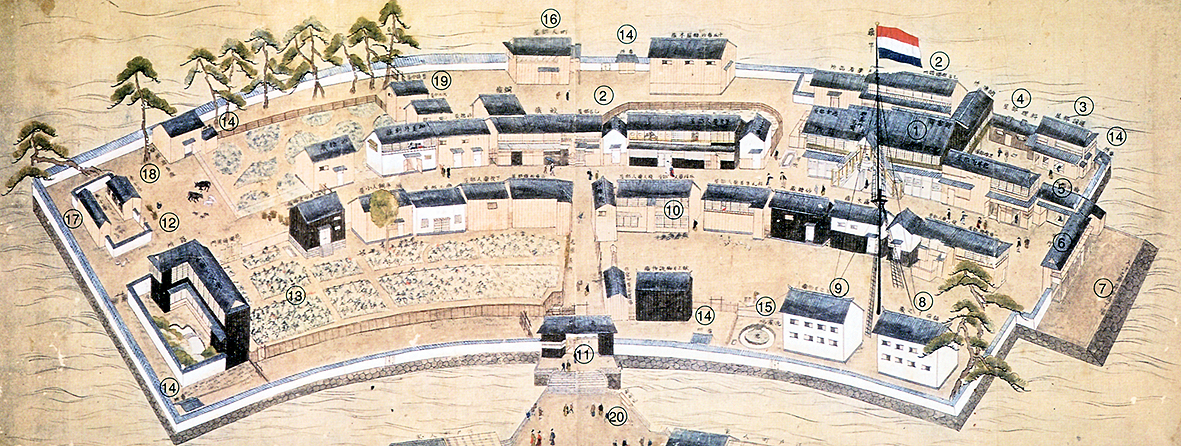
1. Комната капитана (カピタン部屋)
2. Комната старшего надзирателя (乙名部屋)
3. Комната переводчиков (通詞部屋)
4. Кухня (料理部屋)
5. Комната наблюдателя (検使部屋)
6. «Водяные ворота» (水門)
7. Причал (荷揚場)
8. Кладовая А (イ之蔵)
9. Кладовая В (ロ之蔵)
10. Комната хирурга-голландца (外科蘭人部屋)
11. Главные ворота (表門)
12. Спальня (花園玉突場)
13. Сад и огород (花畠)
14. Сторожка (番所)
15. Прачечная (洗濯場)
16. Комната мещан (町人部屋)
17. Свинарник (豚小屋)
18. Коровник (牛小屋)
19. Плотницкая (大工小屋)
20. Место объявлений (制札場)

Зимой глава голландской фактории вместе с подчиненными должен был совершать поездку в столицу страны — город Эдо, чтобы представиться сёгуну и засвидетельствовать ему свое почтение, в те времена такое путешествие занимало 2—3 месяца. Кроме того, компания была обязана ежегодно предоставлять сёгуну доклад о делах в Европе и в мире в целом, что позволяло японскому правительству быть в курсе мировых событий.
Несмотря на все расходы компании, которые были значительными, торговля с Японией оставалась очень прибыльной до конца XVIII века. К тому времени ограничения сакоку были ещё более усилены и японцы стали разрешать заход на Дэдзиму не более двух кораблей в год. После банкротства Голландской Ост-Индийской компании в 1795 году, управление Дэдзимой перешло в руки государства. Особо тяжёлые времена переживала фактория во времена, когда Нидерланды, в тот момент называвшиеся Батавской республикой, находились под контролем Наполеона, и у торговцев не было никакой связи с родиной. В течение пяти лет Дэдзима оставалась (наряду с Голландской Гвинеей) одним из двух мест на Земле, где реял голландский флаг.

## Торговля
Изначально основным товаром для голландской торговли являлся шёлк из Китая, однако позже голландцы смогли заинтересовать Японию сахаром, что оказалось для них гораздо более прибыльным. Кроме того, спросом пользовались оленьи шкуры и разнообразные кожи из Азии, а также изделия из шерсти и стекла из Европы. Из Японии голландцы везли в основном серебро и другие металлы, а также фарфор.
|  |  |  |

За всю двухсотлетнюю историю Дэдзимы (1641—1847 годы) порт посетили 606 голландских кораблей. Поначалу голландцы торговали свободно, но с 1671 года сёгун, опасаясь европейского влияния, всё сильнее ограничивал торговые обороты. Сначала было введено ограничение в 5 кораблей в год, затем с 1715 года — 2 корабля, с 1790 года и вовсе один, хотя позже всё же японские власти вернулись к практике двух кораблей в год. Во время Наполеоновских войн, когда Нидерланды стали провинцией Франции, британский флот препятствовал торговле и открыто атаковал голландские корабли. Однако снабжение Дэдзимы и в это время не прерывалось, торговля продолжались при помощи нейтральных судов из Америки и Дании. После освобождения Нидерландов от французской оккупации в 1815 году регулярная торговля возобновилась.

## Влияние Дэдзимы на научное и технологическое развитие Японии
Хотя количество ввезённых через Дэдзиму товаров было в масштабах страны небольшим, на развитие научной и технической мысли в Японии огромное влияние оказала торговля книгами и различными научными инструментами, которая возникла как частная инициатива некоторых купцов, обычно из числа управляющих Дэдзимой чиновников. Продажа научно-технической литературы и новинок техники не только приносила большой доход торговцам, но и позволяла Японии стремительно навёрстывать технологическое отставание от Запада. За два века японцами было куплено более 10 000 иностранных книг, охватывающих самые разнообразные науки, что послужило центральным фактором движения рангаку («голландские науки»). Длительное проникновение европейских научных знаний и почти поголовная грамотность населения в Японии способствовали аккультурации в японском обществе обширного свода современных западных достижений, включая медицину, анатомию, физику, астрономию, геодезию, географию, химию, языкознание, ряд других наук, а также множество новинок техники.
Активное изучение западных наук и технологий в рамках движения рангаку, ставшее возможным благодаря устойчивому каналу научно-технической информации через Дэдзиму, позволило японцам подготовиться к открытию страны для европейцев и затем в эпоху Мэйдзи в сжатые сроки сократить своё инфраструктурное и технологическое отставание от Запада.

## Некоторые новшества, ввезённые в Японию через Дэдзиму

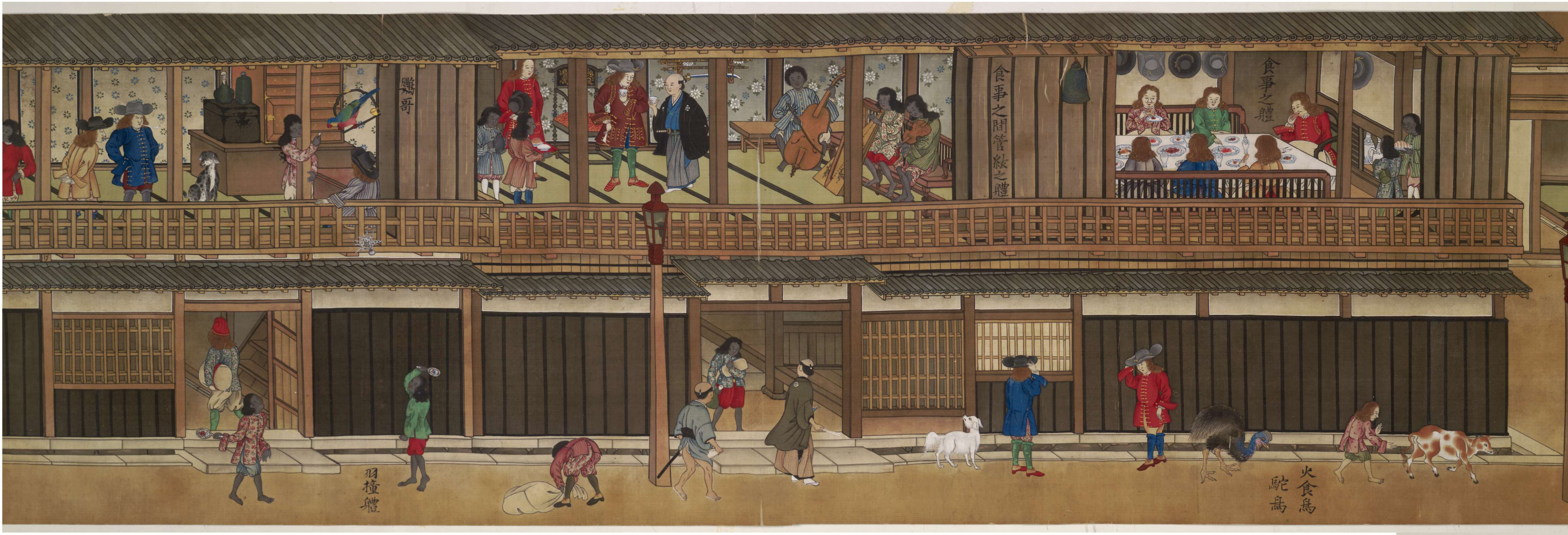
Сцена игры в бадминтон на Дэдзиме, XVIII век

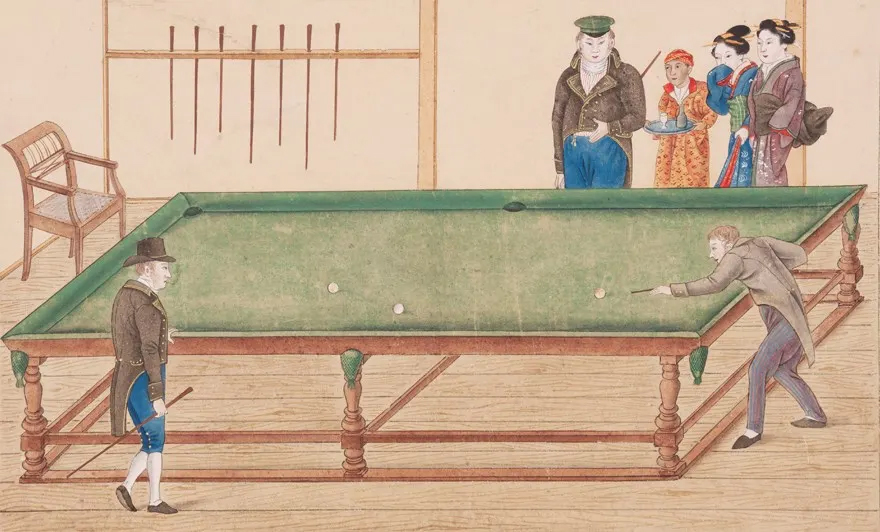
Голландцы, играющие в бильярд на Дэдзиме, XIX век

- Фотография, первые уроки которой были даны японцам в 1856 врачом острова, доктором Й. К. ван ден Бруком (J. K. van den Broek).
- Бадминтон, спорт происхождением из Индии, был ввезён в Японию голландцами в XVIII веке; он упоминался японцам как Беседа голландцев.
- Бильярд был ввезён в Японию через Дэдзиму в 1764; он в картинах художника Канагавы Кейга (川原慶賀) назывался «Стол бьющихся шаров» (玉突の場).
- Пиво, вероятно, было ввезено в Японию в период сакоку. Голландский губернатор Хендрик Дуфф (Hendrik Doeff) варил свое пиво в Нагасаки из-за прерывания поставок в период Наполеоновских войн. Собственное производство пива в Японии началось в 1880.
- Клевер был ввезен в Японию голландцами как упаковочный материал для хрупких товаров. Японцы называли его «Белой упаковочной травой» (シロツメクサ).
- Кофе был ввезен голландцами в Японию под названиями Moka и koffie. Последнее название появляется в XVIII веке в японских книгах. Доктор Зибольд в 1823 упоминает о любителях кофе в Нагасаки.
- Самое первое в Японии фортепиано было ввезено доктором Зибольдом в 1823, и позднее отдано им торговцу по имени Кумая (熊谷). Это фортепиано сейчас выставлено в музее искусств Кумая (熊谷美術館) города Хаги.
- Масляные краски (Tar), используемые для кораблей. Голландское название краски (пек) в японский язык вошло как (пенки/ペンキ).
- Кочанная капуста и томаты были ввезены в Японию голландцами в XVII веке.
- Шоколад был ввезен между 1789 и 1801; он упоминается как напиток «веселых домов» квартала Маруямы в Нагасаки.

## Современность

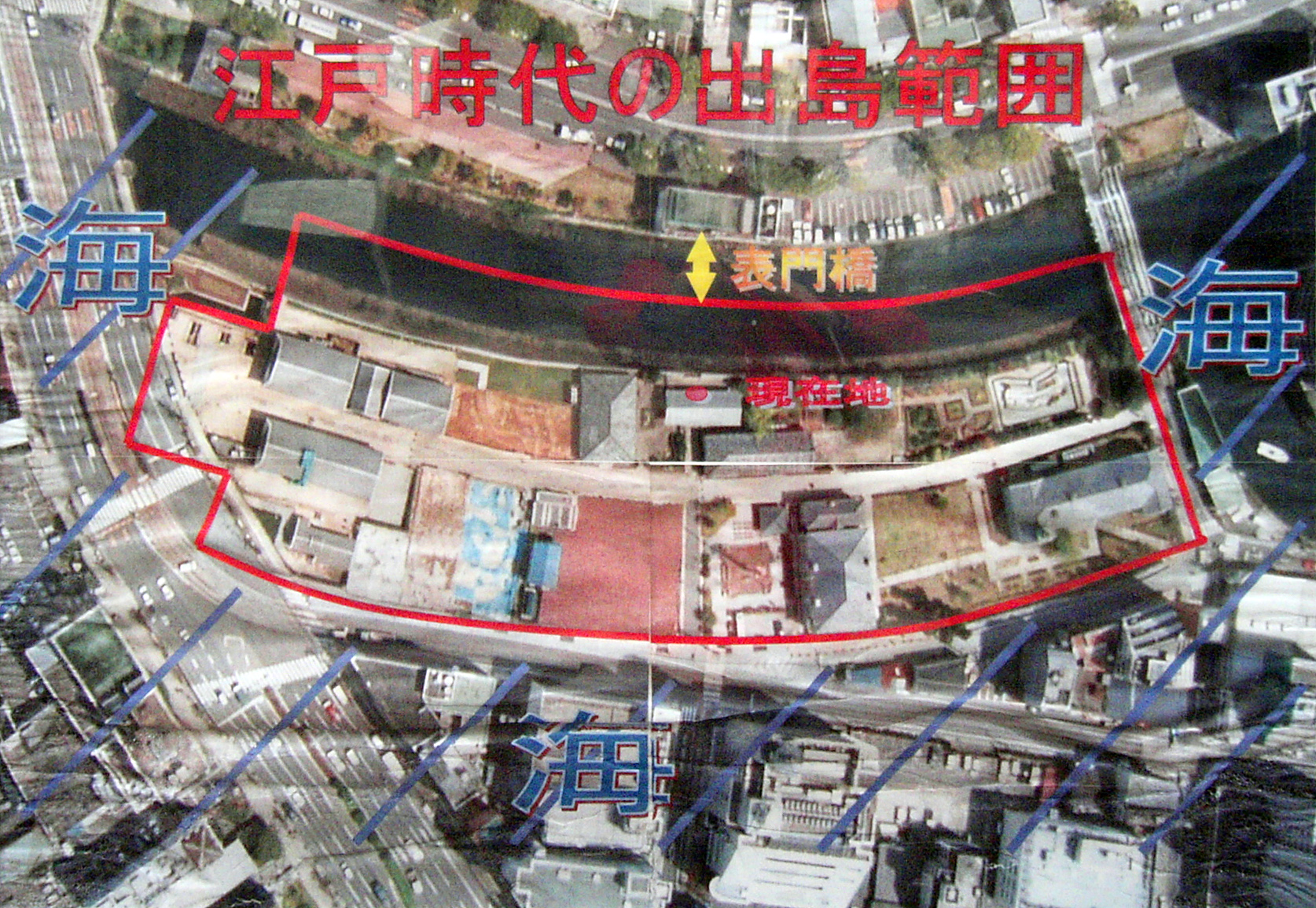
Границы бывшего острова Дэдзимы периода Эдо (обведены красным) внутри современной застройки города Нагасаки.

В начале XX века в порту Нагасаки были проведены строительные работы, в результате которых остров Дэдзима исчез, будучи засыпанным при расширении территории города за счет бухты. Теперь это прибрежная часть города Нагасаки, а на месте прежней Дэдзимы сейчас находятся современные здания.
С 1996 года в Нагасаки была начата масштабная программа реставрации, затронувшая также и Дэдзиму. В её рамках в 1998 году была восстановлена первая протестантская семинария в Японии, в которой сейчас находится исторический музей Дэдзимы. Экспозиция музея знакомит посетителей с бытом и культурой острова Дэдзима в период сакоку. Имеется также модель острова в масштабе 1/15.

## Интересный факт
По одной из версий, причиной строительства острова в форме веера был приказ сёгуна Иэмицу, который показал свой веер и распорядился создать остров по его образцу.